# Otto de Bamberg
Otto de Bamberg (n. 1060, Mistelbach, Bayerischer Reichskreis⁠(d), Sfântul Imperiu Roman – d. 30 iunie 1139, Bamberg, Bayerischer Reichskreis⁠(d), Sfântul Imperiu Roman) a fost un episcop al Diecezei de Bamberg, promotor al creștinării Pomeraniei.
Mănăstirea Michaelsberg a cunoscut sub păstorirea sa o perioadă de înflorire.
A fost canonizat în anul 1189.
Sfântul Otto a fost patronul onomastic al regelui Otto al Greciei.